# Фридрих фон Фрайбург
Фридрих фон Фрайбург (на немски: Friedrich von Freiburg, * 1316, Фрайбург, † 9 ноември 1356, Фрайбург) e граф на Фрайбург от 1350 до 1356 г.

## Произход и управление
Той е най-възрастният син на граф Конрад II († 1350) и Катерина Лотарингска († 13 март 1316), дъщеря на Фридрих III, херцог на Горна Лотарингия.
След смъртта на баща му през 1350 г. Фридрих поема управлението на графството и скоро получава конфликти с по-малкия му полубрат Егино III († 1385) заради мините в Брайзгау. Епископ Йохан фон Базел († 30 юни 1365) решава през 1351 г. Егон да получи половината от територията.

## Фамилия
Първи брак: пр. 7 февруари 1318 г. с Анна († 28 февруари 1331), дъщеря на Рудолф I фон Хахберг-Заузенберг, маркграф на Хахберг-Заузенберг. Те имат дъщеря:
- Клара (* 1321, † 1368), наследничка, омъжена ок. 1340/1344 г. за пфалцграф Готфрид II (III) фон Тюбинген-Бьоблинген († 1369).

Втори брак: през 1334 г. с Махот дьо Монфокон (* 1360, † 1360), вдовицата на граф Рихард дьо ла Рош († 1329).